# Антим III Константинопольський
Анфім III (1762 — 1842) — Вселенський Патріарх у 1822–1824 роках.

## Біографія
Походив з Короніди (Коміакі) з Наксоса, де народився в 1762 році Його батько був священником у цьому селі і походив з Пелопоннесу (Лаконія, Спарта). Його прізвище було Хоріанопулос. Був дияконом Патріархату за часів Патріархату Неофіта VII і великим архідияконом з 1791 року. Потім він обійняв посаду привратника, а в квітні 1797 року став першим радником митрополита Смирнського Григорія.
У травні 1797 року обраний митрополитом Смирненським як наступник Григорія, якого обрали патріархом як Григорія Великого. 20 жовтня 1821 року обраний митрополитом Халкедонським (1821–1822). У помсту за поширення грецької революції турки заарештували його разом з іншими ієрархами і ув'язнили на 7 місяців у підземеллях найдикішої в'язниці Стамбула. У 1822 році, після повішення Григорія V і нетривалого сходження на Вселенський престол Євгенія II, який помер від катувань турками, Антим, який все ще перебував у в'язниці, був обраний патріархом у важку епоху через Грецьке революцію.
Як патріарх, він зумів зберегти незалежність Кіпрської архієпархії та її привілеї в той час, коли османи стратили духовенство та мирян, а навіть синодальні ієрархи виступали за скасування архієпархії. Антим також відмовив журналу English Protestant Lives у публікації Патріаршої друкарні перекладу Святої Біблії в початковій школі.
У 1824 році султан скинув Антима III через те, що він відмовився співпрацювати з ним проти грецької революції та за звинуваченням у тому, що звільнення Белградської та Ужицької митрополій, які були початковим ядром незалежної Сербської церкви, також виступає за політичну незалежність сербів від Османської імперії. Він був одним із найулюбленіших Патріархів ХІХ століття і його скидання супроводжувалося дводенними демонстраціями натовпу на подвір'ї Патріархату під гаслом «Хочемо Антима» (Antimozu isteriz).
Після його відставки він знайшов притулок у Хрисуполі (Скутарі), а потім був засланий до монастиря Тімія Продрома в Кесарії Каппадокійській. Після багатьох місяців заслання та багатьох труднощів, які похитнули його здоров'я, у грудні 1825 року султан дозволив йому повернутися до Смирни. Там він зупинився в невеликій квартирі в Пано Махаласі і часто брав участь у місцевому церковному житті. Він навіть служив вікарієм Смирненської єпархії в 1831 і 1833 роках. Він помер у 1842 році в грецькій лікарні Смірни і заповів все своє майно храмам і поважним закладам міста. Його величні похорони здійснив митрополит Ефеський Антим і був похований у церкві Іоанна Богослова, де до малоазійської катастрофи збереглася велика його ікона.